# II Raggruppamento idrovolanti
Il II Raggruppamento idrovolanti era un gruppo di volo del Servizio Aeronautico del Regio Esercito, attivo nella prima guerra mondiale.

## Storia

### Prima guerra mondiale
Il II Raggruppamento idrovolanti di Napoli alla fine del 1917 è al comando del Capitano Alfredo De Luca che dispone delle sezioni FBA Type H di Napoli, Ponza e Sapri per il Comando in Capo del Dipartimento marittimo di Napoli.
Nel 1918 le sezioni diventano 275ª Squadriglia di Ponza, 276ª Squadriglia di Napoli e 277ª Squadriglia di Sapri e riceve la Sezione Idrocaccia di Lucrino.

### Seconda guerra mondiale
Al 15 ottobre 1943 era sui CANT Z.501 e CANT Z.506 della Regia Aeronautica con la 141ª Squadriglia all'Idroscalo di Brindisi e la 288ª Squadriglia all'Arsenale militare marittimo di Taranto.